# モハンマド・アル＝ハラウィ
モハンマド・アル＝ハラウィ（Mohammed Saleh Al-Khilaiwi、1971年8月21日 - 2013年6月13日）は、サウジアラビアの元サッカー選手。元サウジアラビア代表。ポジションはディフェンダー。

## 来歴
1992年にサウジアラビア代表デビュー。AFCアジアカップ1992では4試合に出場、準優勝した。1994 FIFAワールドカップ・アジア予選では全11試合に出場、初のワールドカップ出場権を獲得した。1994 FIFAワールドカップでは全4試合に出場、ベスト16となった。AFCアジアカップ1996では5試合に出場、優勝した。1998 FIFAワールドカップにも2大会連続で出場した。AFCアジアカップ2000では全6試合に出場、準優勝した。サウジアラビア代表で10年間プレーし、通算163試合に出場、3得点をあげた。

## 代表歴

### 出場大会
- サウジアラビア代表
  - 1994 FIFAワールドカップ
  - 1998 FIFAワールドカップ

### 試合数
- 国際Aマッチ 163試合 3得点（1992年-2001年）[1]

| サウジアラビア代表 | 国際Aマッチ | 国際Aマッチ |
| 年                 | 出場        | 得点        |
| ------------------ | ----------- | ----------- |
| 1992               | 8           | 0           |
| 1993               | 19          | 0           |
| 1994               | 22          | 0           |
| 1995               | 8           | 0           |
| 1996               | 23          | 0           |
| 1997               | 18          | 1           |
| 1998               | 19          | 1           |
| 1999               | 14          | 0           |
| 2000               | 13          | 0           |
| 2001               | 19          | 1           |
| 通算               | 163         | 3           |